# Kleiner Winterberg (Sächsische Schweiz)
Der Kleine Winterberg ist eine 499,9 m ü. NHN hohe wenig markante Erhebung in der Sächsischen Schweiz. Der Gipfel befindet sich in der  Kernzone des Nationalparks Sächsische Schweiz, aus diesem Grund ist der Gipfel für die Öffentlichkeit nicht zugänglich. Bemerkenswert ist der alte Buchenwald am Kleinen Winterberg, der jedoch vor einigen Jahren im Bereich des Wanderweges aus Sicherheitsgründen zum Teil gefällt werden musste.

## Entstehung des Namens
Der Berg erhielt seinen Namen in Analogie zum Großen Winterberg. Wie auch dort trägt der Berg durch seine Höhe viel länger und öfter eine geschlossene Schneedecke. 

## Lage und Umgebung
Der Kleine Winterberg befindet sich in der Hinteren Sächsischen Schweiz in der Gemarkung Ostrau und ist Teil eines größeren, zusammenhängenden Bergmassivs, welches außer dem südlich gelegenen Großen Winterberg auch die Felsgebiete der Affensteine und der Schrammsteine umfasst. Etwa drei Kilometer vom Kleinen Winterberg entfernt befindet sich der kleine Ort Schmilka. Nach Norden hin erstreckt sich unterhalb des Bergs der Kleine Zschand, der bis ins Kirnitzschtal führt.

## Floristische Besonderheiten
Der basaltische Verwitterungsboden am Kleinen Winterberg bietet vielen Pflanzenarten ein Auskommen, welche sonst auf den vorkommenden Sandböden in der Sächsischen Schweiz nicht existieren können. Typisch sind unter anderem Weiße Zahnwurz, Waldmeister, Tollkirsche und Schwarze Heckenkirsche. Bemerkenswert ist das Vorkommen der giftigen Einbeere.

## Aussicht
Unterhalb des Gipfels befindet sich ein Wanderpfad, von dem aus man eine gute Aussicht auf die Felsenwelt in der Umgebung hat.

## Pavillon und Wappenstein
50 Meter unterhalb des Gipfels befindet sich in einer Höhe von 450 Metern der sogenannte Winterbergpavillon. Abrechnungen des Amtes Hohnstein belegen den Bau eines "neu steinern Gebäudlein" zur Aufbewahrung von Jagdgerät und als Jagdhütte für das Jahr 1593. Im Pavillon erinnert eine lateinische Inschriftenplatte an ein Jagdabenteuer von Kurfürst August von Sachsen, der am Kleinen Winterberg von einem Hirsch attackiert wurde und diesen Angriff im letzten Moment mit einem tödlichen Schuss auf das Tier abwenden konnte. Dieses Abenteuer soll seinen Sohn Kurfürst Christian I. 1558 zum Bau eines ersten Pavillons bewogen haben. Im Zusammenhang mit dem Jagdabenteuer ist auch ein unterhalb eines Überhangs befindlicher Wappenstein mit dem kurfürstlichen Wappen und der Jahreszahl 1558 zu sehen. Der Pavillon wurde im Laufe der Geschichte mehrfach beschädigt. 1818 wurde er durch einen Neubau ersetzt.

## Galerie

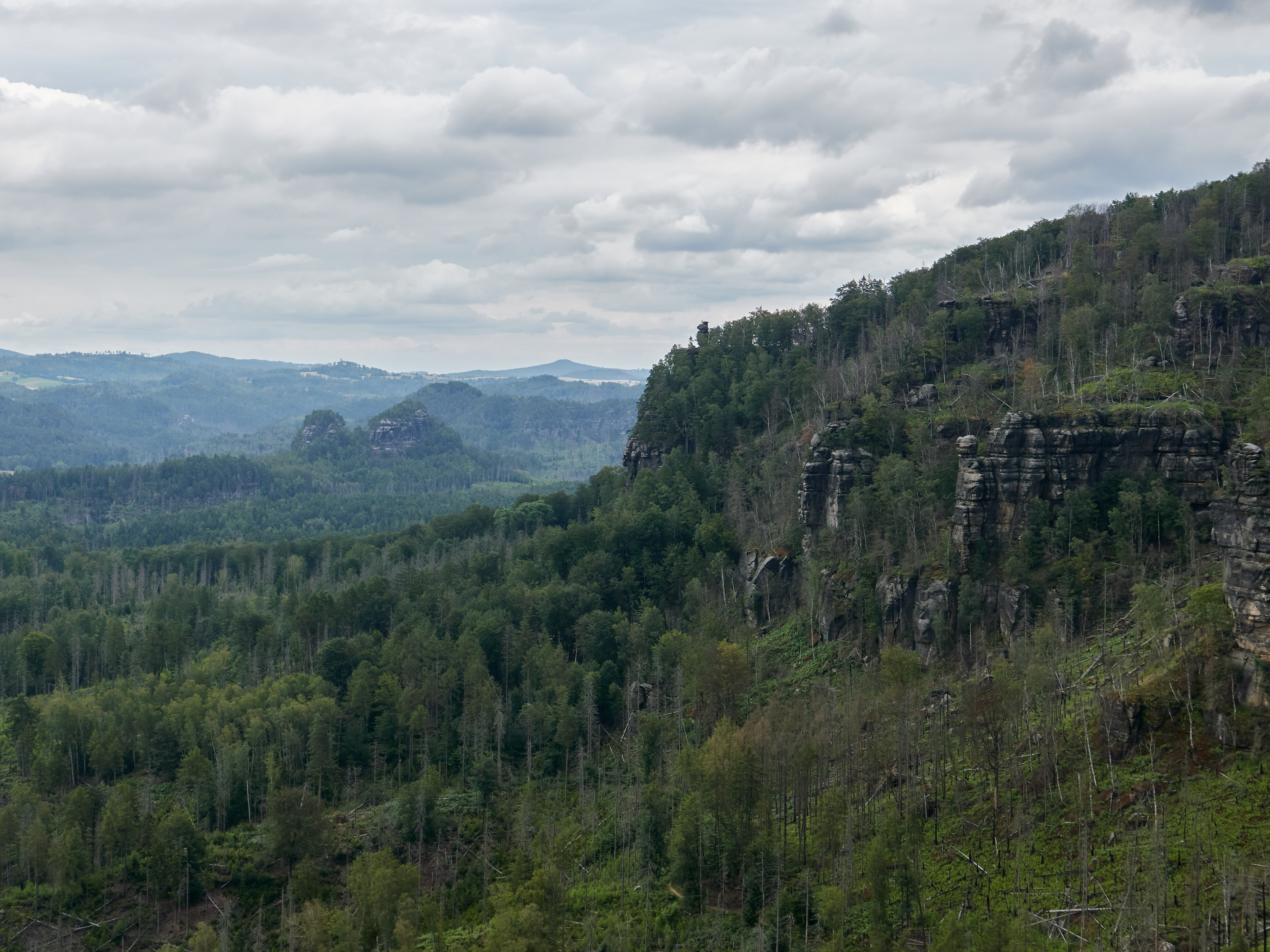
Westseite des Kleinen Winterberges vom Frienstein
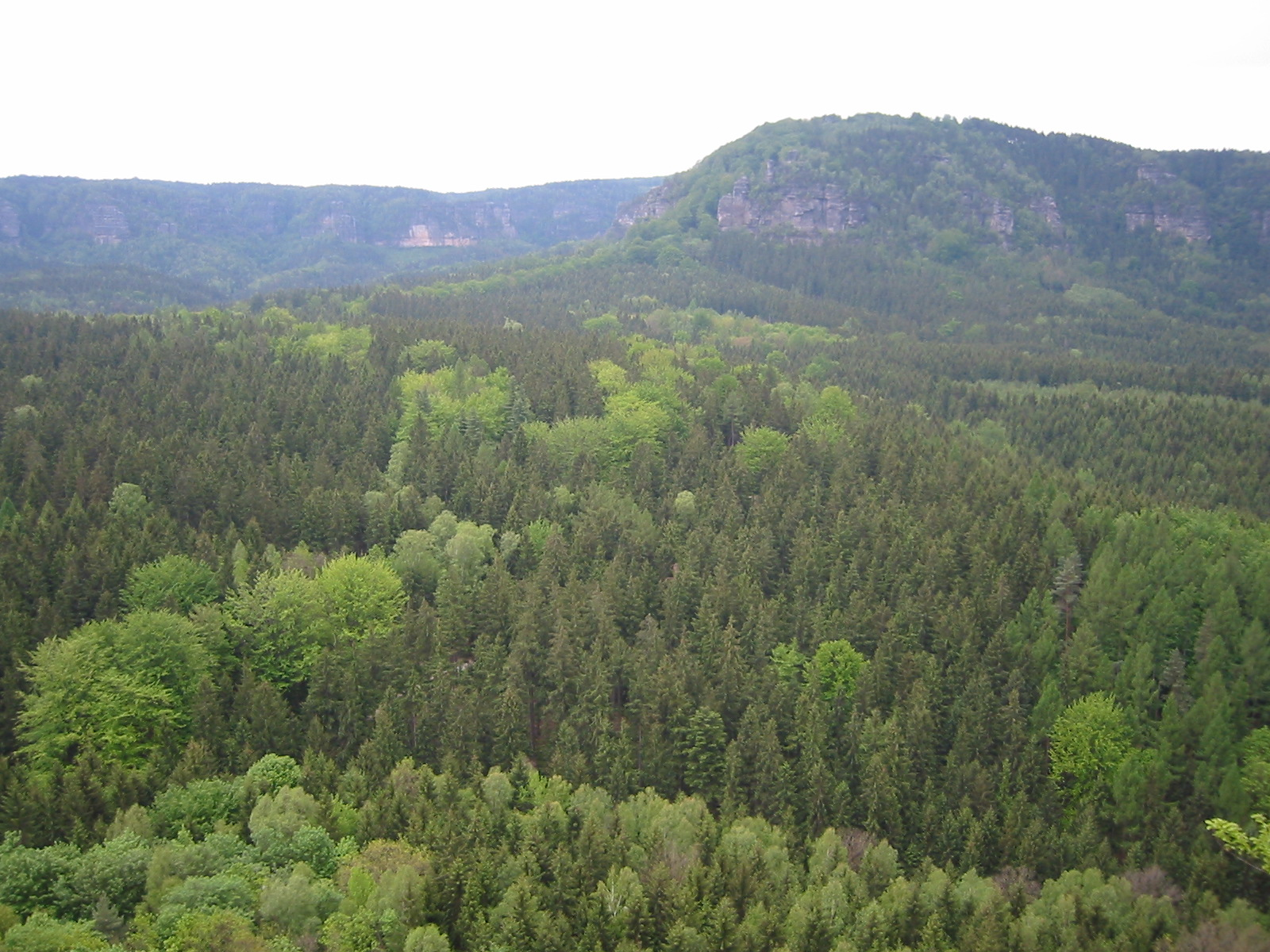
Nordseite des Kleinen Winterberges vom Neuen Wildenstein
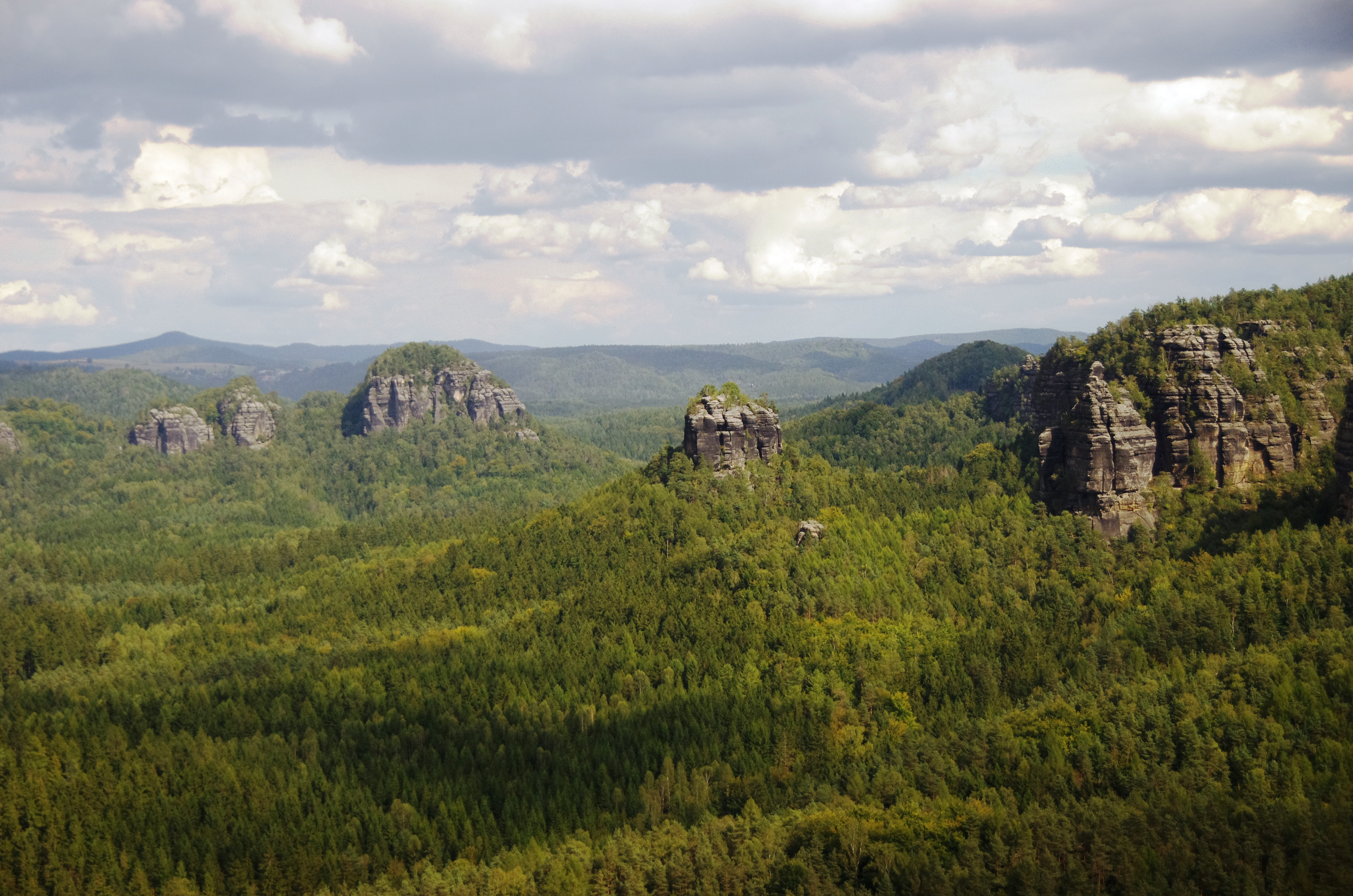
Aussicht vom Kleinen Winterberg nach Osten auf den Großen Teichstein, den Winterstein und die Bärfangwände
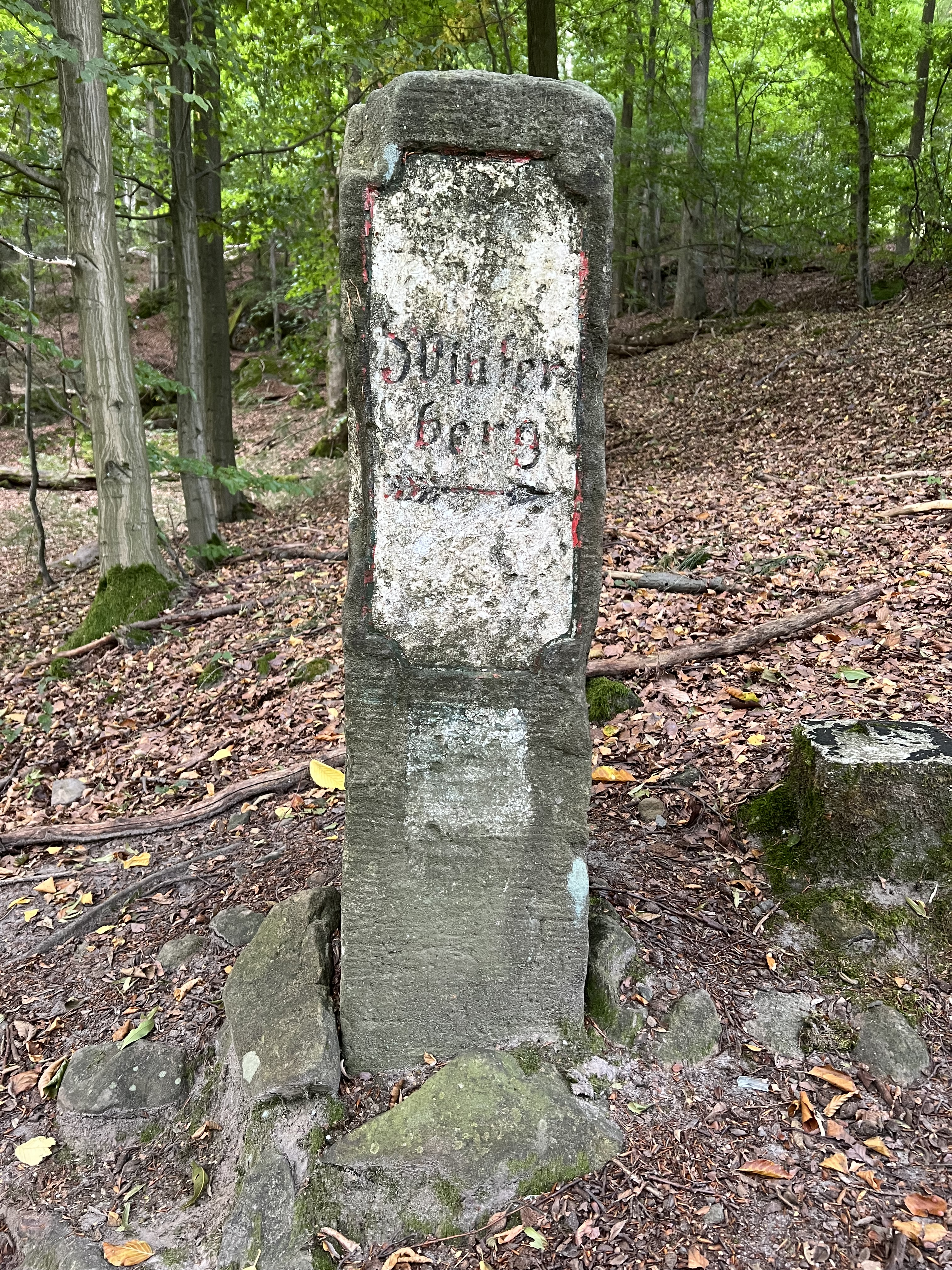
Historische Wegweisersäule am Fuße des Kleinen Winterberges
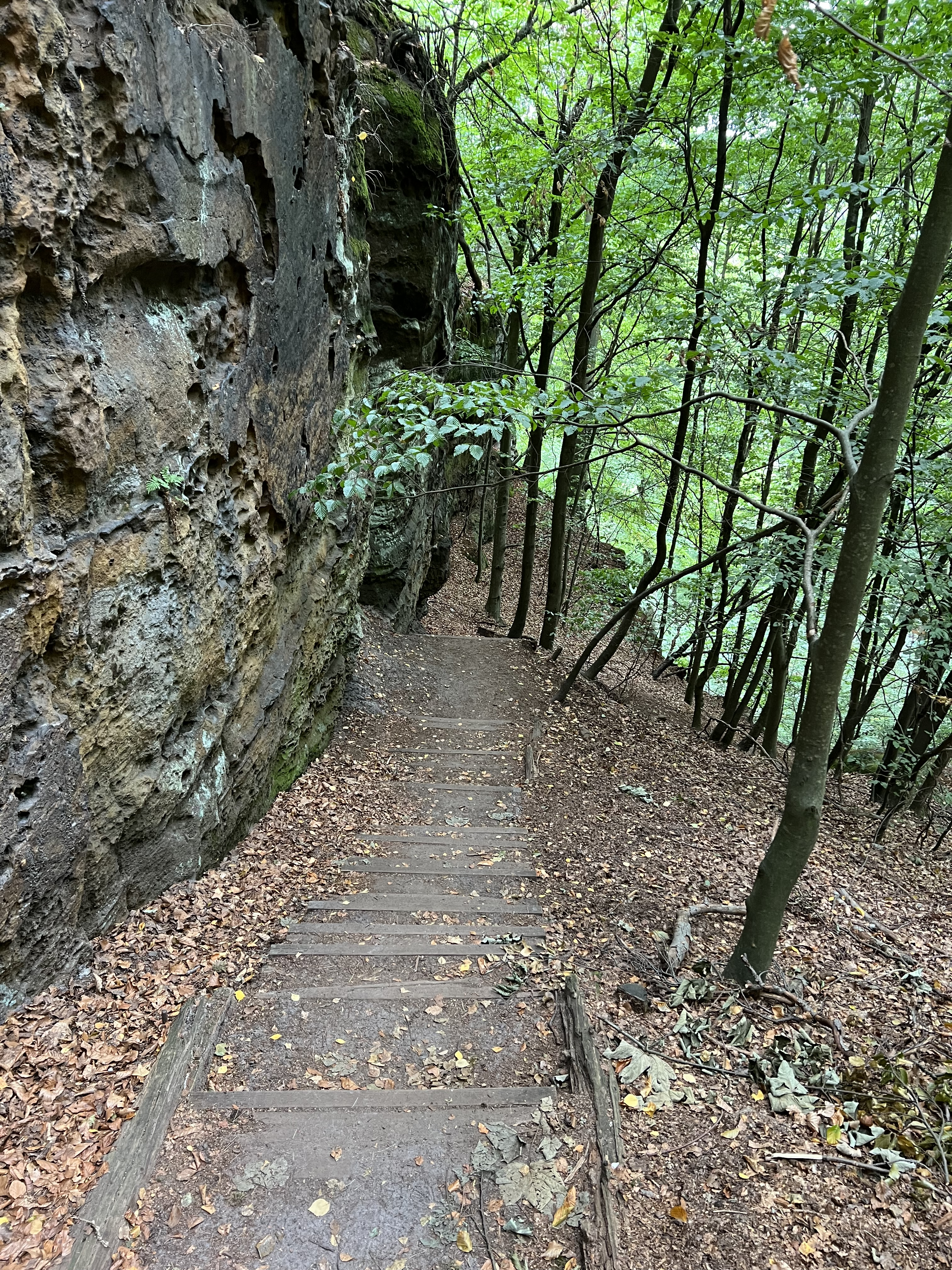
Aufstieg auf der Nordseite des Berges
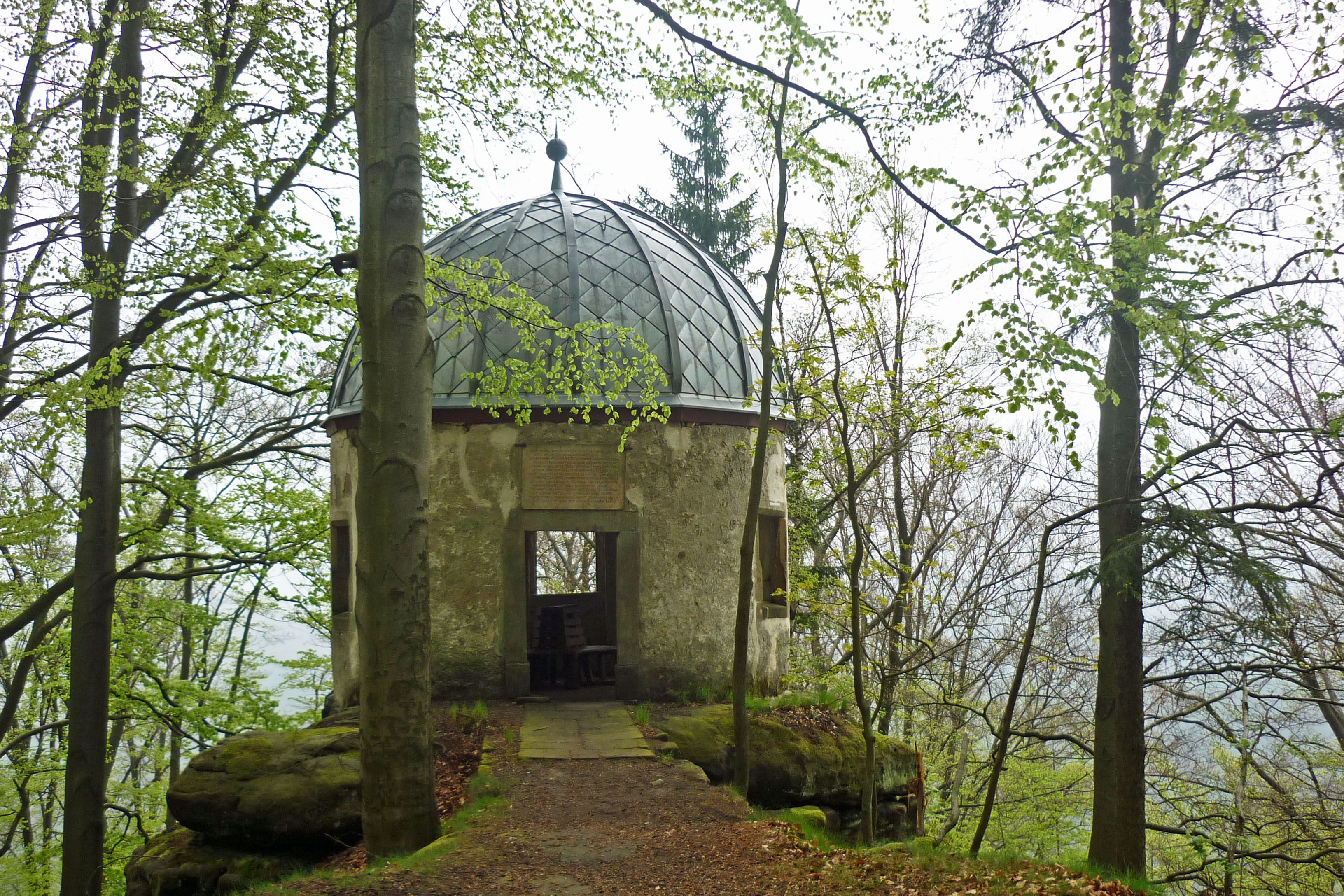
Winterpavillon